# موري كريتش
موري كريتش (بالإنجليزية: Morri Creech)‏ (مواليد 1970-)  شاعر أمريكي. حصلت مجموعته The Sleep of Reason على المركز الأخير لجائزة بوليتزر للشعر 2014، وفازت مجموعته Field Knowledge 2006 بجائزة أنتوني هيشت للشعر من مطبعة Waywiser. حصل على زمالة الصندوق الوطني للفنون وزمالة روث ليلي من مؤسسة الشعر، وتم ترشيحه مرتين لجائزة Pushcart Prize [الإنجليزية]. وهو كاتب مقيم في جامعة كوينز شارلوت في تشارلوت بولاية كارولينا الشمالية.